# Uncle Tom's Cabin (film 1910 Blackton)
Uncle Tom's Cabin è un cortometraggio muto del 1910 diretto da James Stuart Blackton. È la terza trasposizione cinematografica del celebre romanzo omonimo di Harriet Beecher Stowe (le prime due versioni risalgono al 1903 e al 1909 e, nello stesso anno, uscì un film dallo stesso titolo della Thanhouser, diretto da Barry O'Neil con Frank Hall Crane nel ruolo dello zio Tom).

## Produzione
Il film fu prodotto negli Stati Uniti dalla Vitagraph Company of America. Come si usava all'epoca, sia in teatro che nel cinema muto fino al 1914, i personaggi afroamericani erano interpretati da attori bianchi truccati da neri. in questo caso Edwin R. Phillips, Florence Turner e Mary Fuller. È il debutto sullo schermo per Carlyle Blackwell e per la piccola Genevieve Tobin che avrebbe in seguito intrapreso una carriera di attrice, sia teatrale che cinematografica, di buon successo.
Si trattò all'epoca di una decisiva innovazione nel mondo del cinema: per la prima volta una compagnia statunitense realizzò un film drammatico in 3 rulli (fino a quel momento, le pellicole erano al massimo di 15 minuti e di un solo rullo).

## Trama
La storia dello zio Tom è divisa in tre parti: la sua partenza verso il sud, il viaggio lungo il Mississippi per arrivare nella piantagione dove poi troverà la morte.

## Distribuzione
Il film venne distribuito dalla General Film Company diviso in tre parti: il primo episodio uscì in sala il 26 luglio 1910.

### Date di uscita
- USA	26 luglio 1910	 (Parte 1)
- USA	29 luglio 1910	 (Parte 2)
- USA	30 luglio 1910	 (Parte 3)

Alias
- La cabaña del tío Tom  Venezuela